# Вальтер, Антон (виолончелист)
Антон Вальтер (нем. Anton Walter; 3 апреля 1883, Карлсбад — 25 сентября 1950, Мюнхен) — австрийский виолончелист.
Сын художника по фарфору Франца де Паулы Вальтера (1844—1914).
Окончил с серебряной медалью Венскую консерваторию (1901), ученик Фердинанда Хельмесбергера и Райнхольда Хуммера. Сразу же после этого сменил Фридриха Буксбаума в струнном квартете Рудольфа Фитцнера. В 1915—1917 гг. играл на заменах в оркестре Венской придворной оперы, в 1918—1919 гг. солист Венского Тонкюнстлероркестра. Одновременно с 1917 г. выступал в составе фортепианного трио с Северином Айзенбергером и Фрицем Ротшильдом. В 1921 г. покинул все другие коллективы, чтобы сосредоточиться на работе в Квартете Розе.
С середины 1900-х гг. вёл педагогическую работу (был, в частности, учителем Эмануэля Фойермана). На рубеже десятилетий начал преподавать в Консерватории Лютвак-Патонай, в 1918—1921 гг. замещал Буксбаума и Пауля Грюммера в Венской академии музыки. Однако все попытки Вальтера получить постоянное место преподавателя в этом учебном заведении не увенчались успехом, и в 1930 г. он принял предложение преподавать виолончель и струнный квартет в Мюнхенской высшей школе музыки, в связи с чем вынужден был уйти из Квартета Розе. В 1931 г. вошёл в состав квартета Яни Санто, распавшегося в 1933 г. в связи с увольнением и эмиграцией Санто; в 1934—1937 гг. играл в квартете Вильгельма Штросса.
Жена Фридерика (1885—1948), дочь архитектора Хуго фон Виденфельда.